# 味王
味王（みおう）は台湾の食品工業の会社。台湾証券取引所での株式コードは1203。
1959年に中国醗酵工業股份有限公司として創立、協和発酵との技術提携によって発酵法によるうま味調味料製造販売を開始した。その後事業内容をインスタントラーメン（王子麺が有名）、エキス、醤油へと広げ、またタイ、ベトナム、インドネシアでも投資を行っている。

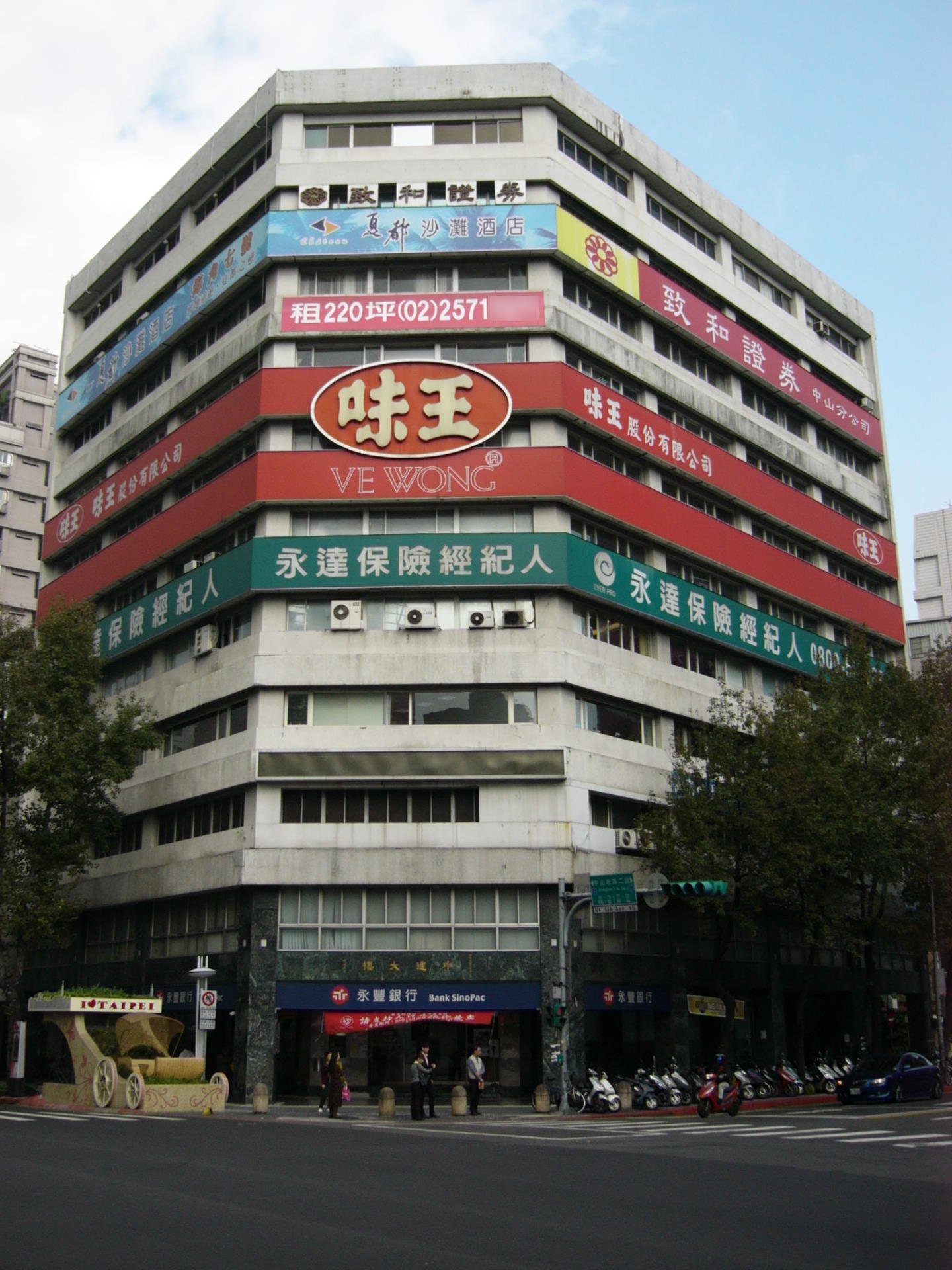
味王本社がある「中建大楼」
（台湾台北市中山区中山北路二段）

## 主な商品

### インスタントラーメン・カップラーメン[1][2]
- 王子麺
- 小王子麺
- 大食客
- 経典小館
- 巧食齋
- 乾麺達人
- 鮮蝦湯麺
- 紅焼牛肉湯麺
- 麻油雞湯麺

### 調味料[3]
- 味王味精
- A-One風味調味料
- 味福味精
- 鮮寶味精
- 味の家 風味調味料
- A-One調和油

### 醤油[4]
- 金味王純醸造醤油
- XO巧之饌醤油膏
- 麹正宗醤油
- 紅麹XO醤油

### 飲料[5]
- 蘆荀飲料
- 芭楽汁飲料
- 柳橙飲料
- 一瓶水